# حزقيال باوتيستا مولينا
حزقيال باوتيستا مولينا (بالإسبانية: Juan Bautista Molina)‏ هو عسكري أرجنتيني، ولد في 1882 في سالتا في الأرجنتين، وتوفي في 1958 في بوينس آيرس في الأرجنتين.